# Partido Paz y Libertad
El Partido Paz y Libertad (en inglés Peace and Freedom Party, PFP) es un partido político de los Estados Unidos de tendencia socialista y feminista, con relativa influencia en el Estado de California. Fue fundado en 1967 como una organización de izquierda que se oponía a la Guerra de Vietnam. Desde entonces, el partido se ha consolidado en California. En las elecciones presidenciales de 2008, presentó como candidato a Ralph Nader.

## Plataforma
Desde sus inicios, el partido ha definido como una organización política de centroizquierda. Avoca por una fuerte protección del medio ambiente de la contaminación y de los desechos nucleares, defiende el derecho de autodeterminación, las libertades individuales y libre acceso a la educación y la salud. Desde 1974, el partido ha adoptado una plataforma feminista y socialista. Aboga por un socialismo económico en donde las industrias, las instituciones financieras y los recursos sean propiedad del pueblo en su conjunto y sean administrados democráticamente por las personas que trabajan o hacen uso de ellos.

## Desempeño electoral
Durante las elecciones de 1968 presentó como candidato a Eldridge Cleaver, obteniendo 111,607 votos para el senado y 105,411 para presidente.
En las elecciones legislativas de 2006 consiguió el 0,16% de los votos a nivel nacional, pero obtuvo más del 2% en el Estado de California. En las elecciones presidenciales de 2008, su candidato, Ralph Nader, obtuvo 108,381 votos, lo que representó el 0,80% del total de sufragios, colocando al partido como el tercero más votado, luego del Partido Demócrata y el Partido Republicano. Roseanne Barr se presentó como candidata del partido en las elecciones presidenciales de 2012, experimentando un retroceso electoral, al quedarse con 48.776 votos.